# Apocydia
Apocydia là một chi bướm đêm thuộc họ Tortricidae.

## Các loài
- Apocydia pervicax (Meyrick, 1911)